# M-19
Il Movimento 19 aprile (in spagnolo Movimiento 19 de Abril), abbreviato semplicemente con M-19 o El eme (letteralmente l'emme), è stata una organizzazione di guerriglia insurrezionale rivoluzionaria di sinistra, che ha operato in diverse aree della Colombia dal 1970 al 1990.

## Storia
La fondazione del movimento trova origine dalla presunta frode elettorale del 19 aprile 1970, giorno che dà il nome al movimento. In quella data le elezioni portarono al potere il candidato del Fronte Nazionale Misael Pastrana Borrero, mentre secondo molti la vittoria elettorale sarebbe stata del generale Gustavo Rojas Pinilla. L'ideologia del movimento mischiava socialismo e nazionalismo rivoluzionario, ma il suo obiettivo primordiale era di instaurare una vera democrazia in Colombia.

### Azioni
Il movimento si caratterizzò per l'uso di tattiche di guerriglia urbana. Alcune azioni significative furono la presa in ostaggio dell'ambasciata della Repubblica Dominicana il 27 febbraio 1980 (nella quale furono sequestrati per varie settimane 14 diplomatici tra i quali l'allora nunzio della Santa Sede mons. Angelo Acerbi) e quella del palazzo di giustizia del 6 novembre 1985, durante il governo di Belisario Betancur. In quest'occasione l'M-19 prese in ostaggio 300 persone, tra cui i 25 giudici della corte suprema, e Betancur si trovò nella difficile posizione di scegliere fra la trattativa e l'assalto militare. Dopo grandi e accese discussioni, l'esercito attaccò e nell'operazione furono uccise più di cento persone, fra cui tutti i guerriglieri e molti giudici.
La questione fu al centro di un grosso dibattito, ancora aperto. Le indagini mostrarono infatti che i proiettili che avevano ucciso i giudici furono sparati dall'esercito colombiano e non dai guerriglieri; i membri dell'M-19, fra cui Gustavo Petro (futuro parlamentare e presidente della Colombia) sostennero perciò che l'esercito aveva scelto deliberatamente di uccidere i giudici della corte suprema per screditare l'M-19 e, contemporaneamente, sotto l'influenza del cartello di Medellín e di Pablo Escobar, per bloccare la discussione della corte suprema sull'estradizione dei narcotrafficanti. Viceversa, alcuni politici e giornalisti conservatori accusano l'M-19 di legami con Escobar e i narcotrafficanti. Nel 1986, la Commissione speciale d'inchiesta creata dal governo, concluse per la non partecipazione del cartello.

### Lo scioglimento
Dopo lunghe trattative per la smobilitazione del gruppo, nel 1990 l'M-19 consegnò le armi e si convertì nel partito politico Alianza Democrática M-19, che ebbe un importante ruolo nell'emanazione della Costituzione del 1991.
Scomparsa l'Alleanza democratica M-19 a metà degli anni novanta, molti ex membri dell'M-19 sono confluiti del Polo Democrático Alternativo o PDA.